# Unfallgeschützter Datenspeicher
Ein unfallgeschützter Datenspeicher (engl. disaster-proof storage) hat die Aufgabe, Daten bei einem Unfall vor Beschädigung oder Zerstörung zu schützen.

## Allgemeine Anforderungen
Um Datenspeicher vor Beschädigung oder Zerstörung durch Unfälle zu schützen, sind je nach Datenspeicher und zu erwartendem Unfallszenario verschiedene Vorkehrungen zu treffen. Übliche Schutzmechanismen schützen beispielsweise vor Feuer, Wasser und Diebstahl. Bei Computerdaten können RAID-Systeme und Tresore eingesetzt werden, ein unfallgeschützter Datenspeicher ist kein Ersatz für Backups.

## Aufbau und Funktion

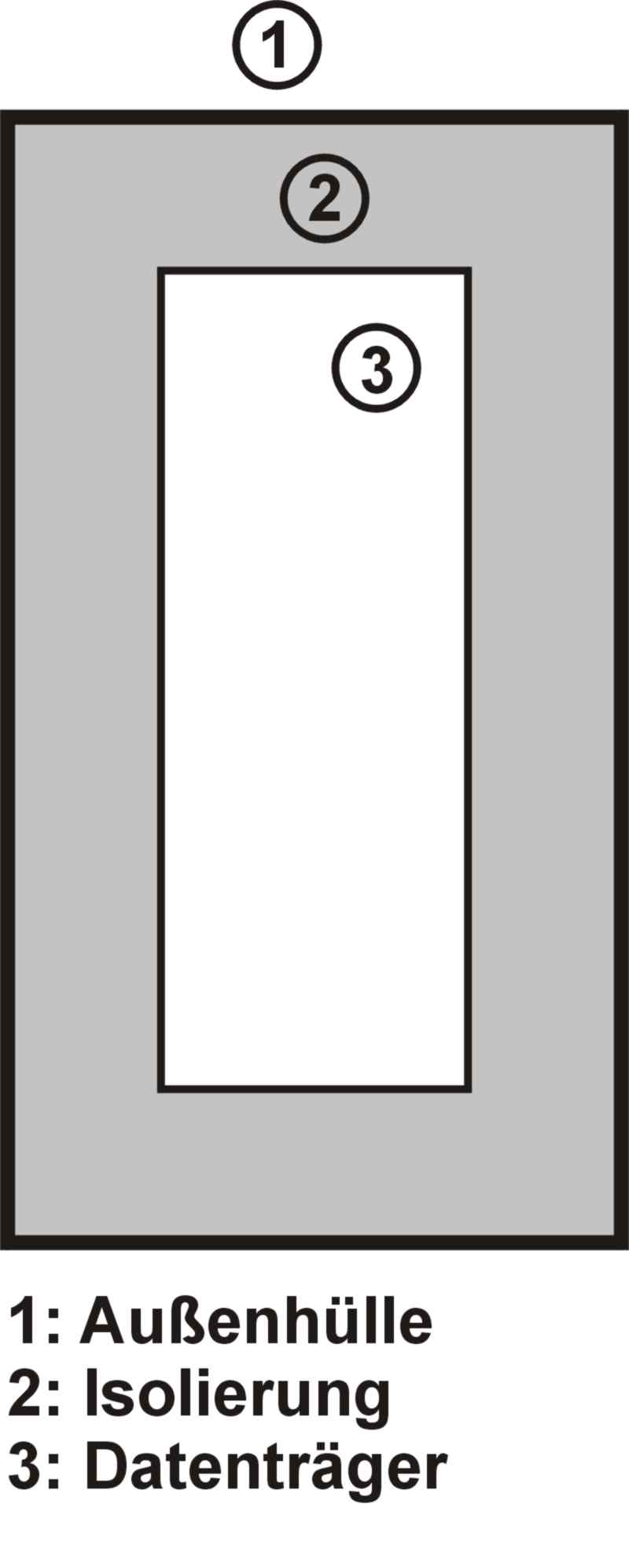
Querschnitt eines unfallgeschützten Datenträgers

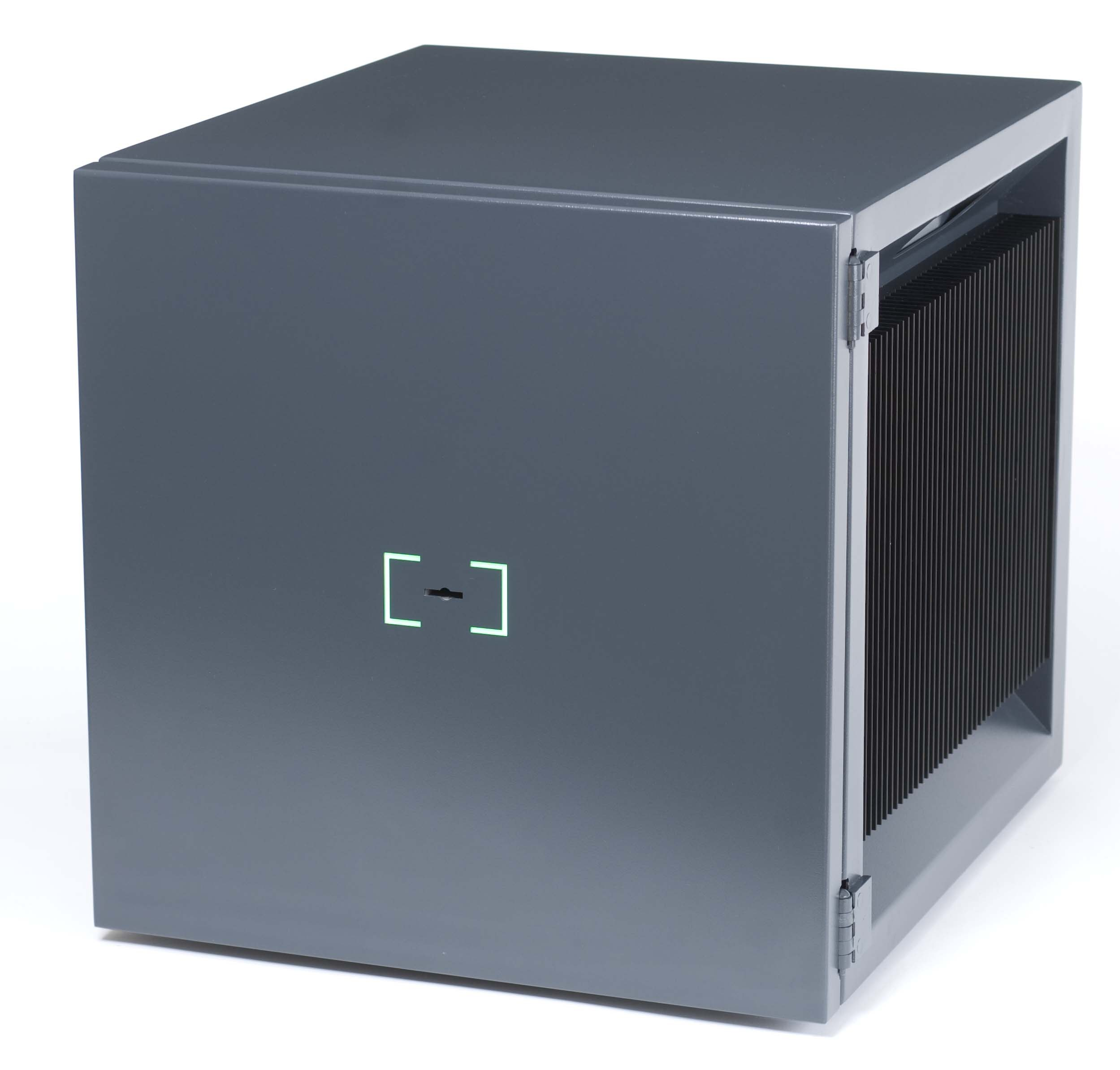
ein unfallgeschützter Datenspeicher

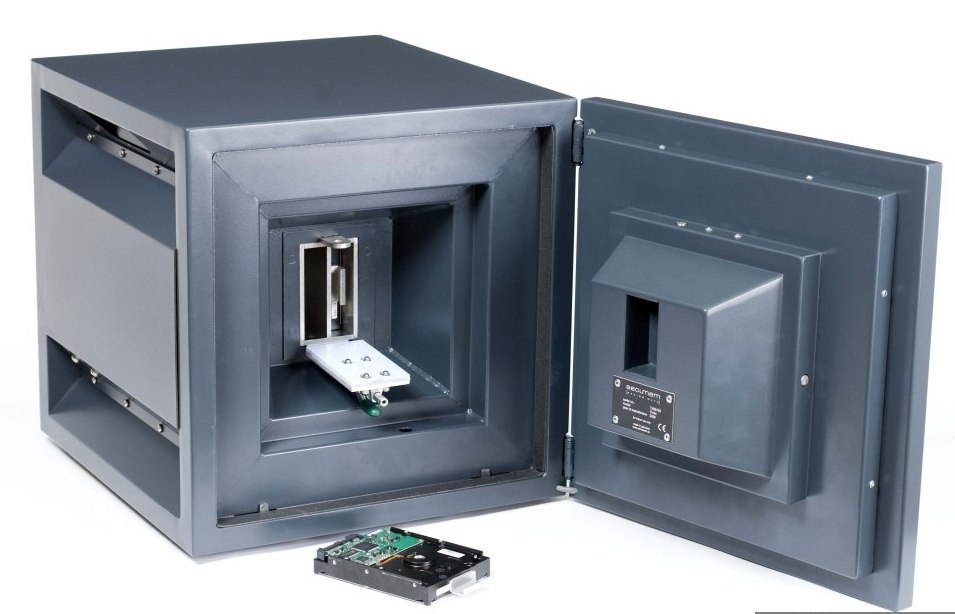
Speziell geschützte externe Festplatte

Unfallgeschützte Datenspeicher sind je nach zu erwartendem Unfallszenario sowie der zu schützenden Daten (Papier, Festplatten etc.) entsprechend aufgebaut. So entmagnetisieren magnetische Datenspeicher bereits bei deutlich geringeren Temperaturen als solchen, bei denen Papier anfängt zu brennen oder zu verkohlen.
Allgemein sind unfallgeschützte Datenspeicher ähnlich aufgebaut. Ein robustes Außengehäuse schützt vor mechanischen Einflüssen. Zwischen dem Innen- und Außengehäuse befindet sich Isoliermaterial, welches vor Brandhitze und hohen Beschleunigungen schützt. Im Innengehäuse befindet sich schließlich das zu schützende Datenmaterial. Für Datenspeicher, welche während des Betriebs Wärme erzeugen, ist die Dämmung ein Problem. Bei schlechter Kühlung würde der Datenspeicher überhitzen und frühzeitig ausfallen. Um dies zu vermeiden, gibt es Wärmeübertragungsmechanismen (im einfachsten Fall und bei sehr geringer Wärmeentwicklung durch die Dämmung direkt). Heutige Festplatten benötigen beispielsweise eine effiziente Kühlung, um störungsfrei arbeiten zu können. Moderne Wärmeübertragungskonzepte bedienen sich meistens eines Wärmetauschers.

## Unfallszenarien

### Physische

#### Sturz
Im einfachsten Fall kann der Datenspeicher lediglich gegen Sturz gesichert sein. Trifft eine externe Festplatte aus einem Meter Höhe auf den Teppichboden, entstehen Beschleunigungen von etwa 200 g. Eine Standardfestplatte erträgt während des Betriebs Stöße bis zu etwa 60 g und in ausgeschaltetem Zustand bis zu 350 g. Aus diesem Grund sollte eine externe Festplatte auf dem Boden stehen und/oder gut gesichert sein. Eine Aufpralldämpfung besteht im einfachen Fall aus Gummielementen oder Federn, welche die Bremsstrecke verlängern und somit die maximale Beschleunigung reduzieren. Hochwertige Bremselemente bestehen meistens aus einem plastischen Material. Ein elastisches Bremselement hat den Nachteil, dass der Datenspeicher nach einem Sturz hin und her schwingt. Aufgrund der elastischen Eigenschaften muss ein solches Bremselement nach einem Sturz nicht ausgebaut und erneuert werden. Plastische Bremselemente müssen nach einem Sturz ersetzt werden, können aber deutlich mehr Bremsenergie aufnehmen und bringen den Datenspeicher schnell zum Stehen. In der Praxis wird meist eine Kombination aus beiden Bremselementen angestrebt. Die elastischen Bremselemente fangen schwache und die plastischen Bremselemente harte Stöße ab. Hydraulische Bremselemente existieren ebenfalls.

#### Brand
Ein großes Problem für Daten aller Art sind Feuer und die damit verbundenen Probleme wie etwa die Temperaturerhöhung oder korrosive Brandgase. Die Isolierung muss Schutz vor diesen Gefahren bieten. Je nach Widerstandsgrad ist die Isolierung unterschiedlich dick. Teilweise wird das Außengehäuse mit einer Brandschutzbeschichtung versehen, welche im Brandfall aufschäumt und somit zusätzlich isoliert. Die Isolierung sollte sich im Brandfall langsam aufheizen und nach Erlöschen des Brandes schnell abkühlen. Ausgewählte Materialkombinationen ermöglichen diese Verhalten. Oft werden hierzu Materialien mit einem Wassergehalt verwendet (z. B. Gips). Das Wasser verdampft während eines Brandes und hält die Temperatur dadurch lange auf etwa 100 °C. Damit die heißen Brandgase nicht durch den Türspalt eindringen können, sind im Spaltbereich spezielle Dichtungen eingebaut. Diese sind entweder Hochtemperaturdichtungen oder Dichtungen, welche bei hohen Temperaturen aufschäumen und so den Türspalt verschließen.
Konventionelle Brandschutzzertifizierungen sind im Bereich von IT-Systemen nicht tauglich, da dabei Temperaturen/Luftfeuchtigkeit entsteht, die IT-Systeme zerstören.

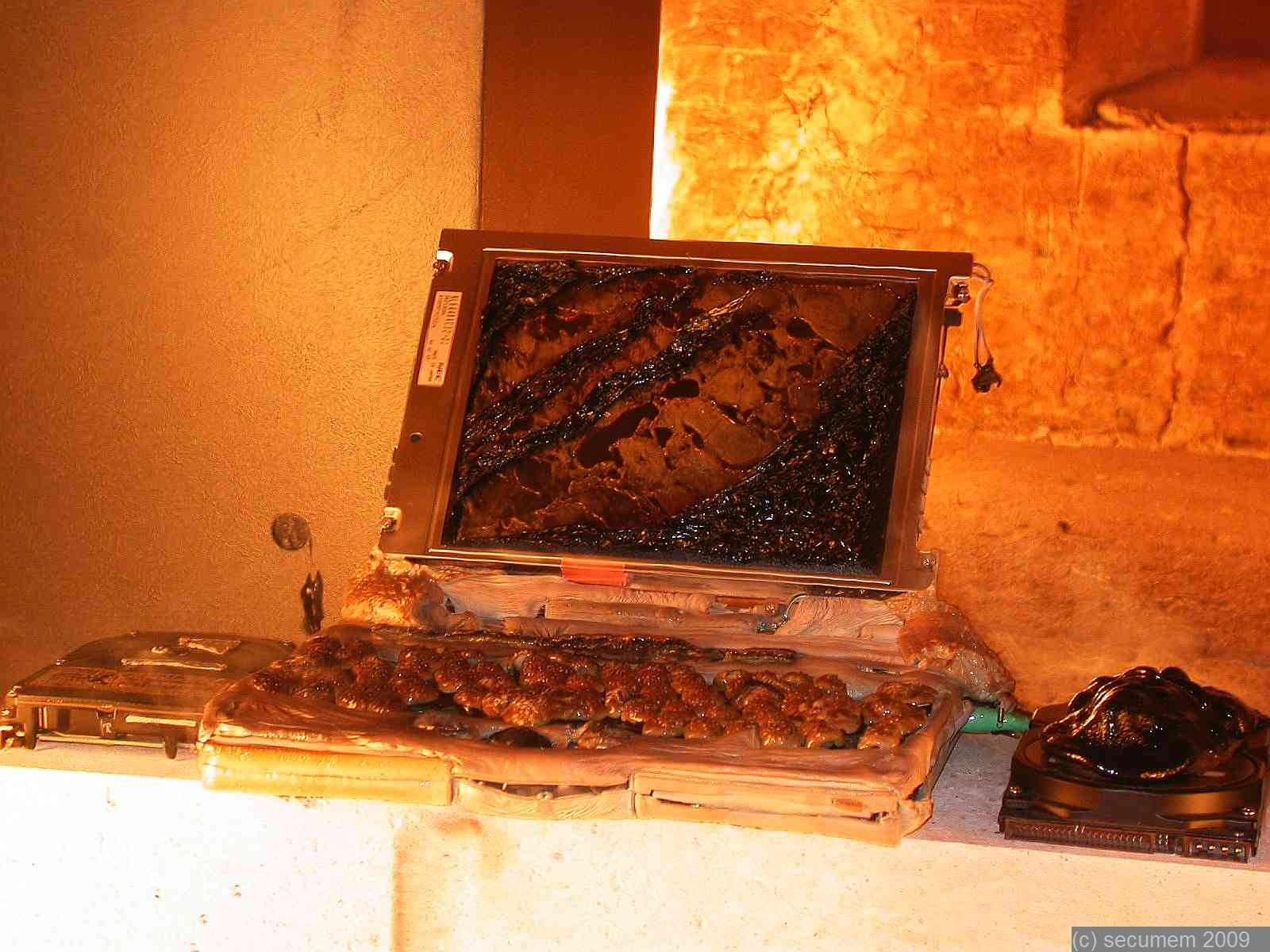
Laptop in einem Brennofen
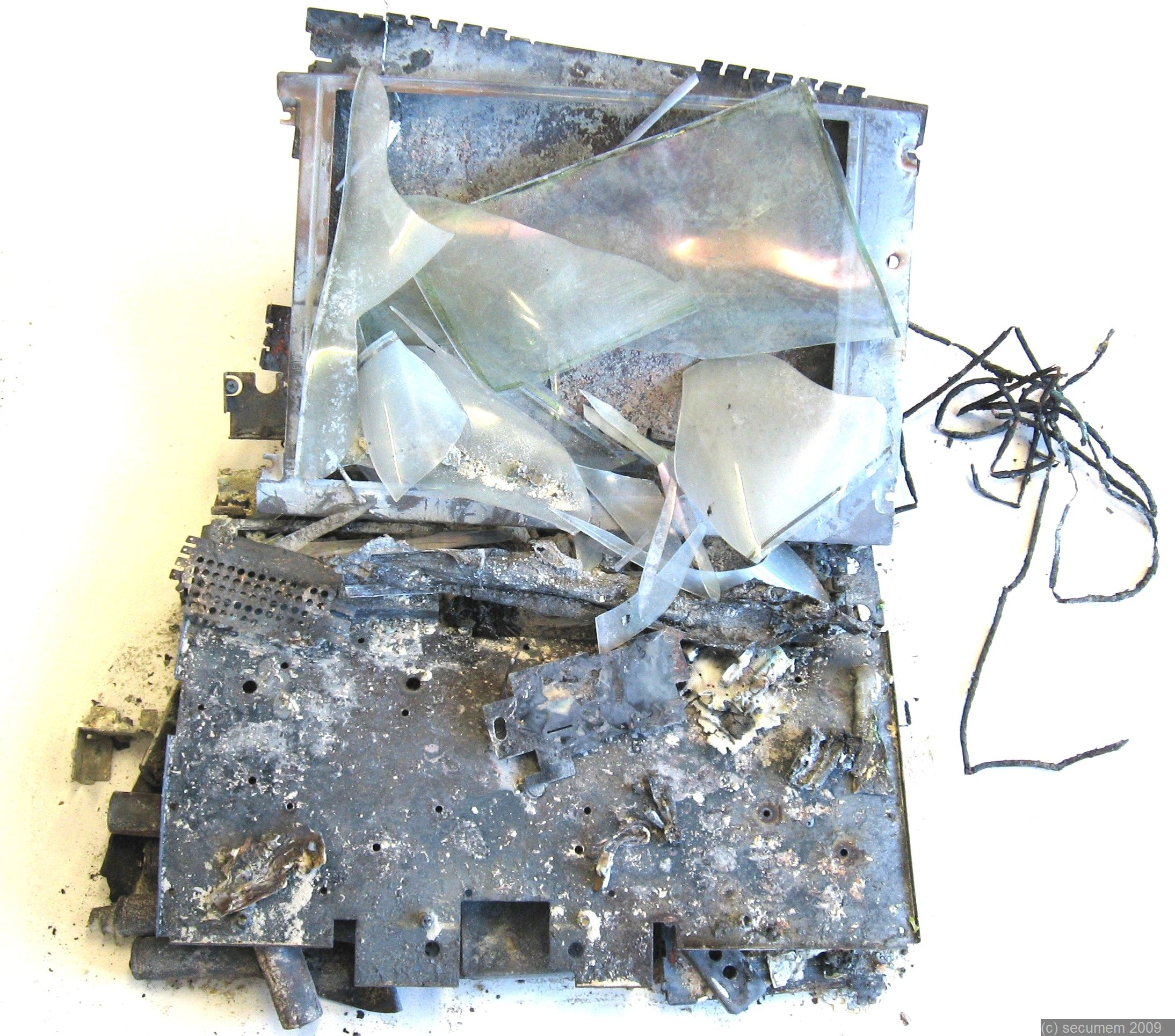
Laptop nach 60 Minuten im Brennofen bei über 1000 °C

#### Wasser
Obwohl die meisten Daten auf einem Datenträger (Festplatte, USB-Stick) nach einem Wasserschaden durch spezialisierte Datenrettungs-Unternehmen wieder hergestellt werden können, bedeutet dies für den Nutzer immer einen Kosten- und Zeitnachteil. Aus diesem Grund sollte der unfallsichere Datenspeicher auch gegen Wasser geschützt sein. Im einfachsten Fall wird der Datenträger wie z. B. ein Speicherbaustein komplett in Kunststoff oder Silikon eingegossen. Häufige Ursachen für Wasserschäden sind etwa Wasserrohrbruch, Überschwemmung oder das Löschwasser.

#### Magnet- und E-Felder
Diese Gefahr ist bei elektronischen Datenträgern relevant und besteht häufig aus Permanentmagneten (z. B. Lautsprecher), (Stark-)Stromkabel in der Nähe des Datenträgers, Elektromagnetische Strahlung bzw. Funksender. Die Daten können direkt gelöscht werden, wie etwa bei einer Festplatte in der Nähe eines starken Permanentmagneten. Eine Beschädigung der Daten kann auch indirekt durch Fehlverhalten (z. B. Latch-Up-Effekt) der Elektronik ausgelöst werden, wenn durch Induktion ein Fehlerzustand auftritt. Abhilfe schaffen Stahlgehäuse und/oder ein entsprechender Abstand zu der Gefahrenquelle.

#### Vandalismus
Durch Vandalismus besteht für den Datenträger die Gefahr der Beschädigung durch Brandstiftung, mechanische Beschädigung (Hammer, Schusswaffen) oder Überschwemmung. Datenträger, die leicht zugänglich sind, gilt es gegen Vandalismus zu schützen. Oft genügt hierzu eine robuste Außenhülle.

### Elektrische

#### Überspannung
Durch Spannungsspitzen im Stromversorgungsnetz kann die Elektronik beschädigt werden. Dies ist besonders kritisch bei Flash-Speichern (z. B. USB-Stick), da die Daten direkt beschädigt werden können. Magnetisch speichernde Datenträger sind durch Überspannung geringer gefährdet, da bei einer ausreichenden Spannungsspitze lediglich die Elektronik ausfällt, die Daten aber erhalten bleiben. Nach Austausch der Elektronik sind die Daten wieder verfügbar, sofern die beschädigte Elektronik die Daten nicht zusätzlich negativ verändert hat. Überspannungsspitzen treten häufig auf bei Industrieumgebung (z. B. große E-Motoren oder E-Schweißgeräte), Blitzschlag, Defekten oder schlecht konstruierten Geräten. Bei massiven Überspannungsspitzen sind zusätzlich Beschädigungen durch Magnet- bzw. E-Felder möglich. Einen Schutz vor Überspannung bieten oft Zwischenglieder im Stromversorgungsnetz wie etwa Netzfilter oder ein Überspannungsschutz.

#### Stromausfall
Durch Stromausfall können während der Datenübertragung die Daten beschädigt werden. In einem solchen Fall muss der Datenträger auf Konsistenz geprüft werden. Zu diesem Zweck gibt es entsprechende Software (z. B. chkdsk, fsck).
Ein Stromausfall kann auftreten durch Beschädigung der Netzleitung (z. B. Anbohren), starke Spannungsschwankung (in diesem Fall handelt es sich nicht um einen eigentlichen Stromausfall, sondern um eine (meist) kurzzeitige Unterspannung), Auslösen einer elektrischen Sicherung bzw. Personenschutzeinrichtung (z. B. Kurzschluss, Erdschluss) oder Entfernen des Netzkabels durch z. B. versehentliches Ausstecken. Einen wirkungsvollen Schutz gegen Stromausfall bieten unterbrechungsfreie Stromversorgungen (USV). Alle relevanten Geräte müssen mit der USV verbunden sein.

### Softwaretechnische
Neben Computerviren, Würmern und ähnlicher Schadsoftware kann auch defekte oder inkompatible Software einen Datenverlust verursachen. Ein falscher Festplattentreiber kann beispielsweise fehlerhaft arbeiten und Daten beschädigen. Als Vorbeugung empfiehlt sich der Einsatz von Virenscannern, Firewalls und die Anfertigung von Backups.

### Benutzerbedingte
Infolge fehlerhafter Benutzung ist ein Datenverlust durch versehentliches Löschen oder Überschreiben bzw. den falschen Umgang mit dem Datenträger möglich. Eine Abhilfe für dieses Problem sind Backups, Zutrittskontrolle, Zugriffsberechtigungen sowie entsprechende Schulungen des Personals.

## Zusammenfassung
Ein ausgelagertes Backup sollte zur Sicherheit existieren. Ob ein unfallsicherer Datenspeicher notwendig ist, muss
anhand der zu schützenden Daten entschieden werden.